# Inshushinak

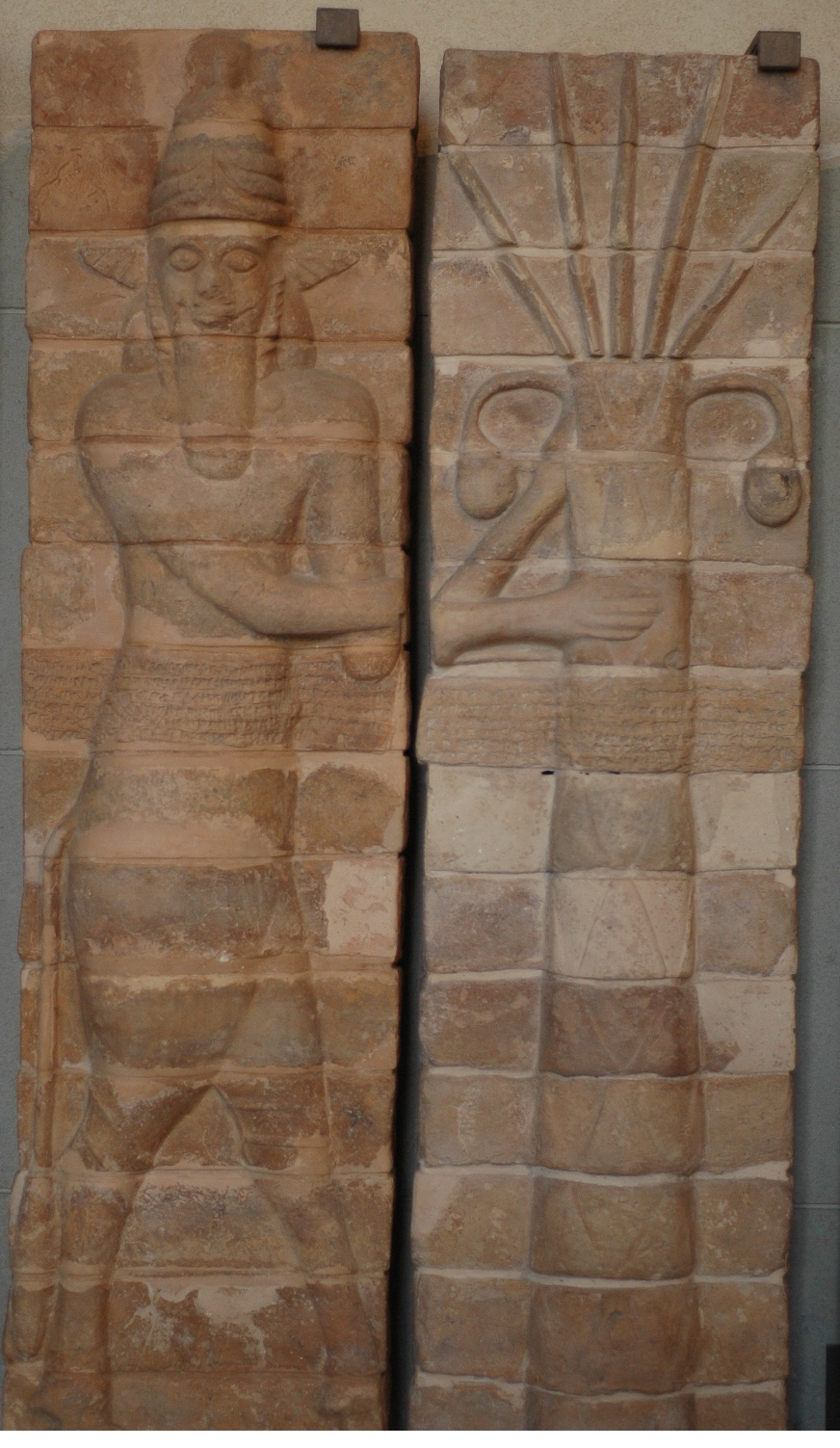
Uomo-toro che protegge un albero di palma: pannello decorativo in mattoni dalle pareti esterne del tempio di Inshushinak a Susa (XII secolo a.C.)

Inshushinak era uno dei maggior dèi degli Elamiti e protettore della città di Susa nello stato di Elam. Lo ziggurat di Choqa zanbil è dedicato a lui.
Inshushinak (Elamico lineare: Inšušnak, Cuneiforme: 𒀭𒈹𒂞𒆠, dinšušinakki; forse dal sumerico en-šušin-a[k], "signore di Susa"); in alcune iscrizioni era chiamato rišar napappair, "più grande degli dei".
Inshushinak è attestato per la prima volta nel trattato di Naram-sin, come molte altre divinità elamite.

## Caratteristiche
Ha svolto un ruolo importante come dio collegato al potere reale nell'ideologia ufficiale di molte dinastie elamite. Il re Atta-Hushu della dinastia Sukkalmah si definiva "il pastore del dio Inshushinak".
Molti sovrani dedicarono nuovi progetti di costruzione a Inshushinak usando la formula "per la sua (es. del re) vita". Gli Shutrukidi usavano comunemente il titolo "(re) il cui regno Inshushinak ama".
Era anche un testimone divino dei contratti, simile allo Shamash mesopotamico. A volte condivideva questo ruolo sia con Shamash che con il dio elamita Simut nei documenti di Susa.
Inshushinak era strettamente legato all'aldilà e appare come giudice dei morti nei cosiddetti testi funerari di Susa. Uno dei templi di Inshushinak era chiamato haštu, "tomba".
Gli studiosi sono concordi nel ritenere che il giudizio di Inshushinak comportasse la pesatura delle anime, un elemento sconosciuto in Mesopotamia; l'idea si è presumibilmente sviluppata in modo indipendente da analoghe credenze egiziane. Tuttavia, l'archeologo Nathan Wassermann ha recentemente messo in discussione questo punto di vista, sostenendo che i riferimenti alla pesatura nei testi funerari di Susa siano un errore di traduzione.

## I Templi
Il tempio di Inshushinak, situato vicino all'acropoli di Susa, è tra gli edifici meglio documentati di quella città. Tuttavia, in essa si trovavano diversi templi a lui dedicati, tra cui Ekikuanna ("Puro luogo del cielo"), un siyan husame (tempio in un boschetto sacro) condiviso con Lagamar, e altri ancora.
Le iscrizioni del re sumerico Shulgi affermano che egli costruì un tempio Inshushinak a Susa. È possibile che fosse lo stesso edificio del "vecchio tempio" restaurato dal re della dinastia Sukkalmah, Kuk-Kirwash.
Il kukkunum ("tempio alto") sulla cima del Chogha Zanbil era dedicato a Inshushinak e Napirisha. Shutruk-Nahhunte costruì un altro kukkunum di Inshushinak a Karintash.
Il destino del culto di Inshushinak in epoca achemenide è incerto: mentre Heidemarie Koch ha proposto che egli abbia perso del tutto la sua importanza,, Wouter Henkelman ha sottolineato in una pubblicazione più recente che semplicemente non esiste alcuna fonte nota che tratti del suo culto in questo periodo, il che non equivale necessariamente a una prova della perdita di status, soprattutto se si considera che è noto che egli mantenne il suo prestigio negli ultimi decenni del periodo neo-elamita e che altre divinità elamite, in particolare Humban, continuarono a essere venerate sotto il dominio achamaenide, non necessariamente solo dagli Elamiti.